# Морнаричка звездарница у Пули
Морнаричка звездарница у Пули у оригиналу (нем. K. u. k. Marinesternwarte Pola, [[Хрватски језик|хр. Carska i kraljevska mornarička zvjezdarnica) основана је 1869. године у Пули,  након што је град постао главна аустријска ратна лука 1853. године. Већ 1871. године на једном од градских брда, Монте Зара, подигнута је посебна зграда за хидрографски институт, у склопу кога је радила и звездарница.
Од свог оснивања у Пули она је била је астрономска установа Аустроугарске морнарице и наставно научна база Морнаричке академије у Ријеци.
Завршетком Првог светског рата и распадом Аустроугарске монархије и настанком Републике Аустрије у новембру 1918. године, укинута су сва аустроугарска министарства и тим чином престао  је да постојати  Хидрографски завод царске и краљевске Ратне морнарице у Пули.

## Положај
Морнаричка звездарница у Пули смештена је на једном од најлепших места  у граду на Монте Зару, надомак самога градског средишта, са лепим погледом који се пружа према пулском заливу и луци. Око ње је подигнут парк који је постао један од најлепших у Пули. Годинама су бродови ратне морнарице  из својих научних мисија по целом свету доносили разноврсну флору којом је уређиван парк.

## Значај
| Списак астероида које је Johann Palisa открио из Морнаричке звездарнице у Пули |                     |
| Број и име                                                                     | Датум открића       |
| 136 Austria                                                                    | 18. март 1874.      |
| 137 Meliboea                                                                   | 21. април 1874.     |
| 140 Siwa                                                                       | 13. октобар 1874.   |
| 142 Полана                                                                     | 28. јануар 1875.    |
| 143 Адриа                                                                      | 23. фебруар 1875.   |
| 151 Abundantia                                                                 | 1. новембар 1875.   |
| 153 Hilda                                                                      | 2. новембар 1875.   |
| 155 Scylla                                                                     | 8. новембар 1875.   |
| 156 Xanthippe                                                                  | 22. новембар 1875.  |
| 178 Belisana                                                                   | 6. новембар 1877.   |
| 182 Elsa                                                                       | 7. фебруар 1878.    |
| 183 Istria                                                                     | 8. фебруар 1878.    |
| 184 Dejopeja                                                                   | 28. фебруар 1878.   |
| 192 Nausikaa                                                                   | 17. фебруар 1879.   |
| 195 Eurykleia                                                                  | 19. април 1879.     |
| 197 Arete                                                                      | 21. мај 1879.       |
| 201 Penelope                                                                   | 7. август 1879.     |
| 204 Kallisto                                                                   | 8. октобар 1879.    |
| 205 Martha                                                                     | 13. октобар 1879.   |
| 207 Hedda                                                                      | 17. октобар 1879.   |
| 208 Lacrimosa                                                                  | 21. октобар 1879.   |
| 210 Isabella                                                                   | 12. новембар 1879.  |
| 211 Isolda                                                                     | 10. децембар 1879.  |
| 212 Medea                                                                      | 6. фебруар 1880.    |
| 214 Aschera                                                                    | 29. фебруар 1880.   |
| 216 Kleopatra                                                                  | 10. април 1880.     |
| 218 Bianca                                                                     | 4. септембар 1880.  |
| 219 Thusnelda                                                                  | 30. септембар 1880. |

Захваљујући модерној опреми, за време у коме је радила, и новим методама рада и осматрања, и изузетном  залагању аустријског астронома  Johanna PALISE, у десетак година 19. века (1871-1880), Морнаричка звездарница у Пули уписала се у трајну листу еминентних астрономских светских осматрачница, јер је систематични радом и астрономском делатношћу откривено и евидентирано чак 28 нових астроида, од којих је један добила назив "Истра".

## Историја
Као део Поморског колеџа у Венецији 1840. године, Аустријанци су основали свој прву поморску  звездарницу или опсерваторију . У њој су изучавали наутичку астрономију а у звездарници су се чували и одржавали наутичко-астрономски инструменти.
На темељима првог поморска опсерваторијума основан је и Хидрографски институт.
У октобру 1851. године, у Трсту је Морнарички колеџ постао Поморска академија, а шест година касније(1857. године) звездарница је постала Морнаричка опсерваторија која је Морнаричкој академији у Ријеци служила за обуку и истовремено обављала астрономску службу за потребе  Аустроугарске морнарице. 
Године 1857. са пресељењем Аустроугарске морнарице из Венеције у Пулу, сели се и Морнаричке академије из Трста у Ријеку.
У Трсту је постојала звездарница која је за потребе морнарице обављала астрономске послове На наговор надвојводе Фердинанда Максимилијана, који је дошао до закључка да треба модернизовати морнарицу и да би било добро имати институција која ће пружати научну помоћ у безбедној пловидбе, априла 1860. године у Трсту је основана Хидрографска установа ратне морнарице са Морнаричком опсерваторијом.
Оснивањем у Пули главне поморске луке аустријске морнарице,  1863. године пресељена је део Хидрографског института у Трсту, који је неколико година касније, укинут 1866. године и у целости се преселио се у Пулу, где је деловао као хидрографско складиште. У Заводу су чувани  институти,  поморске карте, наутички приручници, физички и астрономски инструменти и поморска библиотека.
Први управник био је др Franz Paugger.

### Организациона структура
У складу са Статутом, пулски Хидрографски завод је био под врховном надлежношћу Адмиралитета, а имао је четири одељења и четири службе у Морнаричкој звездарници:
| Одељења Хидрографског завода                                                                                        | Службе Морнаричке звездарнице                                                                  |
| --- | ---------------------------------------------------------------------------------------------- |
| 1. Звездарница 2. Спремиште наутичко-физикалних инструмената 3. Спремиште поморских карата 4. Морнаричка библиотека | 1. Служба тачног времена 2. Хронометарска служба 3. Метеоролошка служба 4. Геомагнетска служба |

Звездарница је у одређеном историјском раздобљу имала је више значајних и за то доба врло модерних инструмената, којима је вршена интензивна научна и стручна делатност. 
Након изградње нове зграде, око ње је подигнут парк који је постао један од најлепших у Пули. Годинама су бродови ратне морнарице  из својих научних мисија по целом свету доносили разноврсну флору којом је уређиван парк. Испред Завода је у парку 1877. године постављен споменик вицеадмиралу Wilhelmu von Tegetthoofu, који је постао славан када је 1866. године као заповедник аустријске ратне флоте поразио италијанску флоту код Виса.
Пулска Царска и Краљевска Морнаричка звездарница (K.u.K. Marine Sternwarte)  као део Хидрографског завода Аустроугарске ратне морнарице, најстарија је астрономска установа на подручју Републике Хрватске. То је време у којем се осматрање и проучавање небеских тела и астрономских појава почело нагло развијати захваљујући узнапредовалој техници брушења сочива и изради специјалних оптичких стакала, и усавршавању астрономских инструмената. У Европи се развојем специјалних грана технике израђују се хронометри и други мерни инструменти, и граде модерне звездарнице на традицији европске астрономије (Копенхаген, 1656; Париз, 1667; Гринич, 1676; Берлин, 1706; Петроград, 1725; Беч, 1755; Венеција, 1840; Трст, 1850).
Током Великог рата ратне операција 1914. године водиле су се далеко од Јадранског мора па Пула као главна ратна лука Аустроугарске морнарице није била угрожена. То је омогућавало несметани рад свих одељења Хидрографског завода.
Завршетком Првог светског рата и распадом Аустроугарске монархије и настанком Републике Аустрије у новембру 1918. године, укинута су сва аустроугарска министарства и тим чином престао  је да постојати  Хидрографски завод царске и краљевске Ратне морнарице у Пули.66 
Астрономски инструменти и библиотека су пресељени у Трст и друге италијанске градове, а пулски Хидрографски завод преименован је у италијански Краљевски Хидрографски институт, са статусом подружнице средишње талијанске хидрографске установе. Унутар ове подружнице спроводила су се метеоролошка и геомагнетска посматрања, док су астрономске активности потпуно замрле.

### Звездарница након Великог рата

#### Од 1918 до 1943.
Завршетком Првог светског рата и распадом Аустроугарске монархије и настанком Републике Аустрије у новембру 1918. године, укинута су сва аустроугарска министарства и тим чином престао  је да постојати  Хидрографски завод царске и краљевске Ратне морнарице у Пули.66
Астрономски инструменти и библиотека су пресељени у Трст и друге италијанске градове, а пулски Хидрографски завод преименован је у италијански Краљевски Хидрографски институт, са статусом подружнице средишње талијанске хидрографске установе. Унутар ове подружнице спроводила су се метеоролошка и геомагнетска посматрања, док су астрономске активности потпуно замрле.  

#### Од 1943. до 1947.
Након капитулације Италије у Другом светском рату, 1943. године Пулу је запосела немачка војска. Англо–америчко ваздухопловство започело је опсежна ваздушна бомбардовања града крајем 1943. године. 
Почетком 1944. године приликом једног ваздушног напада разорена је зграда бившег  Хидрографског завода. Након бомбардовања  само је деломично остало сачувано североисточно крило зграде, у коме је била звездарница. Након уклањања остатака рушевина, на овом месту је касније изграђен вртић.

#### Од 1947. до данас
У раздобљу од 1947. до 1948. године остаци сачуваних рушевина су обновљени и у ту зграду смештена је метеоролошка станица Југославенске ратне морнарице. 
Године 1949. метеоролошка станица ЈРМ постала је део Управе Хидрометеоролошке службе при Влади НР Хрватске, а 1973. године у њој је основано Астрономско друштво „Истра“.